# ブガッティ 100P
ブガッティ 100P
- 用途：エアレーサー
- 設計者：エットーレ・ブガッティ、ルイ・ドゥ・モンジュ
- 製造者：ブガッティ
- 初飛行：2015年8月19日（レプリカ機）
- 運用状況：

  - 未完成（オリジナル機）

ブガッティ 100P（Bugatti 100P）は、自動車メーカーブガッティが1930年代にフランスで計画したレース用飛行機（エアレーサー）。

## 概要
1938年、エットーレ・ブガッティはフランスの石油王アンリ・ドイチュ・デ・ラ・ムルトが主催したエアレース「ドイチュ・デ・ラ・ムルト・カップ」（Deutsch de la Meurthe Cup Race）の1940年度大会での優勝を狙い、ルイ・ドゥ・モンジュをチーフデザイナーとして100Pの設計を開始した。しかし、完成がレース参加申込の締切だった1939年9月に間に合わず、出場はならなかった。また、第二次世界大戦が勃発した際、フランス政府が100Pの技術を新型軽量戦闘機の開発に応用することをブガッティに提案しているが、これは断られている。その後、ドイツ軍がフランスに侵攻した際、ブガッティは85パーセントまで完成していた100Pを片田舎の納屋に隠匿。100Pはそのまま終戦まで隠され続けた。戦後、100Pは再発見され、現在ではアメリカ・ウィスコンシン州のEAAエアベンチャー博物館に展示されている。
機体はバルサ材と硬材を重ねた木材からなる全木製の単葉機で、前進翼と前縁にエアインテークを持つV字尾翼（内角102度）を有する。降着装置は引込脚。エンジンはブガッティが独自開発した「タイプ50C」（450馬力）をコックピット後部の胴体内に2基装備し、機首の二重反転プロペラを駆動させている。計画値における最大速度は約805 km/hを予定していた。このほか、対気速度に応じて揚力・抗力を制御する自動フラップや主翼後縁から空気を排出する空気抵抗をほとんど生まない冷却システム、自動着陸装置などを備えていた。なお、レプリカ機（後述）の制作時に変速機の強度不足が発見されている。

## レプリカ

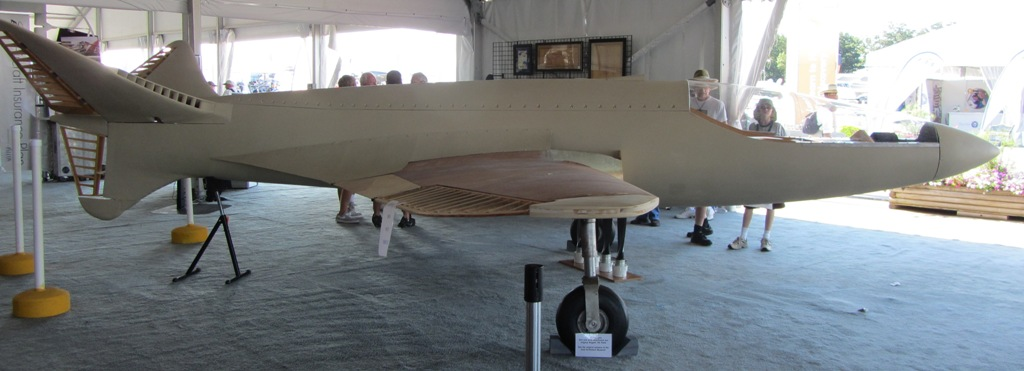
制作途中の100Pのレプリカ機

2009年、ブガッティファンのエンジニアなどからなるチーム「LE RÊVE BLEU」（フランス語で「青い夢」の意）が発足し、100Pのレプリカ機の製作プロジェクトを開始した。製作にはオリジナル機と同様の資材や工程が用いられているが、エンジンはスズキ・GSX1300Rハヤブサのものに変更され、強度不足が発見された変速機には改設計が加えられている。
2011年に製作段階の機体が公開され、2014年3月にはカリフォルニア州のマリン自動車博物館で未成状態の機体の展示が行われた。レプリカ機の初飛行は2014年秋を予定していたが、完成は2015年にずれこみ、同年7月3日に初の地上滑走試験を、8月19日に初飛行を行っている。しかし、飛行中に左へ急旋回した後に墜落する事故が2016年8月6日に発生し、機体は破壊され、パイロットを務めていた「LE RÊVE BLEU」の中心メンバー、スコッティ・ウィルソンが死亡した。

## 諸元（計画値）
出典：EAA
- 全長：7.75 m
- 全幅：8.00 m
- 全高：2.24 m
- 翼面積：20.6 m2
- 空虚重量：1,400 kg
- エンジン：ブガッティ タイプ50C 直列8気筒4.9l（450 hp） × 2
- プロペラ：2翅
- 最大速度：855 km/h（805 km/hとも）
- 翼面荷重：68 kg/m2
- 乗員：1名